# Druze
Druze (tiếng Ả Rập: درزي derzī hay durzī, số nhiều دروز durūz; tiếng Hebrew: דרוזי drūzī số nhiều דרוזים, druzim) là nhóm tôn giáo-sắc tộc nói tiếng Ả Rập, bắt nguồn từ Tây Á, tự nhận là những người theo thuyết nhất thể (Al-Muwaḥḥidūn/Muwahhidun). Ngoài ra, Druze còn là một tôn giáo không chính thức.